# Earl Cochran
Earl Cochran, Jr (19 de abril de 1981 in Birmingham, Alabama) es un jugador profesional de fútbol americano juega la posición de defensive end actualmente es agente libre. Firmó como agente libre para Green Bay Packers en 2003. Jugó como colegial en Alabama State.
También participó con Amsterdam Admirals de la NFL Europa, Minnesota Vikings, Houston Texans de la National Football League y California Redwoods de la United Football League.

## Estadísticas UFL
| Temporada | Año | Tkl | Ast | Tot | Sck | Yds | FF |
| --------- | --- | --- | --- | --- | --- | --- | -- |
| 2009      | CAR | 5   | 4   | 7.0 | 0.0 | 0   | 0  |